# 工藤静香
工藤 静香（くどう しずか、1970年〈昭和45年〉4月14日 - ）は、日本の歌手、アーティスト、タレント、女優。東京都西多摩郡羽村町（現：羽村市）出身。愛絵理（あえり）名義で楽曲の作詞も行う。
オリコン12年連続TOP10入り、2022年時点でシングル11曲オリコン1位獲得、アルバム4枚1位を獲得している（オリコン調べ）。
夫は歌手の木村拓哉。長女はフルート奏者、モデルのCocomi、次女は作曲家、モデルのKōki,。
愛称は、しずちゃん、しーちゃん、しーはん（’’しぃはん’’の表記揺れあり）。

## 略歴

### 生い立ち
1970年4月14日、埼玉県朝霞市の病院で生まれる。名前の由来は「静御前」から。青森県出身の板前の父と、美容師の母の下、幼少期を青森、および東京都西多摩郡羽村町（現：羽村市）で過ごす。実家は「ラベンダー」というスナックだった。村野小鳩幼稚園から町立栄小学校へ入学。劇団「東俳」に所属した。中学3年時に新宿区立四谷第二中学校へ転校。

### ミス・セブンティーン〜おニャン子クラブ時代
1984年、中学2年生の時に、第3回「ミス・セブンティーンコンテスト」（応募総数は歴代最大18万325人）に出場し、特別賞を受賞した。同コンテストの出場者には、グランプリを受賞した網浜直子、松本典子、最優秀歌唱賞を受賞した渡辺美里、後に同じグループとなる国生さゆり、渡辺満里奈の他、斉藤さおり、藤原理恵などがいた。同年、同コンテスト出身の木村亜希（後の清原亜希、現在の亜希）、柴田くに子（後の森丘祥子）とセブンティーンクラブを結成し、翌1985年1月21日にCBSソニーから『ス・キ・ふたりとも!』でレコードデビュー。新人アイドルグループとしてオールスター紅白水泳大会などにも出場した。しかしこのグループは売れず、2枚のシングルを発表した後、解散。
高校へ進学後の1986年5月23日、ソニー関係者の勧めで出演したフジテレビ系『夕やけニャンニャン』のオーディションコーナー「ザ・スカウト アイドルを探せ!」で合格。おニャン子クラブの会員番号38番となる。既に歌手活動をしていたことが知られたが、突出した玄人っぽさを見せることは無く、クイズ等で見せる「バカキャラ」（自ら「だってあたしバカなんだも〜ん」と発言したこともある）や「ヤンキーキャラ」（バイク・車が大好きと公言など）などの三枚目キャラで注目されるようになる。番組でのキャッチフレーズは『いつも元気な三枚目』。おニャン子クラブは学業最優先が原則であったが、工藤はあまり真面目に学校へ通っていなかったことを後に告白している。1986年10月、渡辺満里奈のソロデビュー曲『深呼吸して』で生稲晃子とともに“withおニャン子クラブ”としてバックコーラスを担当。夕やけニャンニャン内での歌唱の他、音楽番組『歌のトップテン』にも出演。徐々に頭角を現す。
1987年5月に発売されたおニャン子のシングル『かたつむりサンバ』ではフロントボーカルに抜擢されるなど、終焉に向かっていたおニャン子クラブの中で人気、知名度を上げていく。また、生稲晃子・斉藤満喜子と共に派生ユニット"うしろ髪ひかれ隊"としての活動も開始。テレビアニメ『ハイスクール!奇面組』の主題歌となったデビュー曲『時の河を越えて』がオリコンチャート週間1位となる。1987年9月20日のおニャン子クラブの解散後も、1988年5月の活動休止まで、ソロ活動と並行する形で、うしろ髪ひかれ隊として新譜リリース、テレビ出演、ラジオ、雑誌、グラビア、イメージビデオ・写真集、海外ロケ、地方キャンペーン、コンサートなど、アイドルユニットとして多方面な活動を展開した。

### ソロデビュー以降

#### 1987年（昭和62年）
1987年8月31日の『夕やけニャンニャン』最終回放映日に発売となったシングル『禁断のテレパシー』でソロデビュー。オリコン週間1位を記録した。おニャン子クラブ、うしろ髪ひかれ隊、そしてソロと3パターンで首位を獲得する珍しいパターンとなった。硬派でハードな雰囲気を持った、それまでとは全く違うタイプのアイドルとして一気にトップ・アイドルへと駆け上った。12月リリースのシングル『Again』もヒット。色気を前面に押し出したボディコン・スーツ風の衣装と独特の雰囲気で、男性ファンを中心に支持を集めた。アイドル時代の工藤について、担当ディレクターの渡辺有三は「音楽の香りがする子」だと評し、「不思議な子、ミステリアスというコンセプトがあって、その辺のディレクションを大事にしている」と語っている。10月、フジテレビ系ドラマ『おヒマなら来てよネ!』に出演。中山美穂と共演する。また、夕やけニャンニャンの後番組『桃色学園都市宣言!!』の月曜日「河田町工業高校・電気科」に、レギュラーの女生徒役で出演する。

#### 1988年（昭和63年）
1988年1月、フジテレビ月曜9時枠の連続ドラマ（トレンディドラマ）『君の瞳をタイホする!』に出演。歌手活動と並行して女優としても活動していく。3月発売のシングル『抱いてくれたらいいのに』はロッカ・バラードとなり、それまでのハードな雰囲気とは異なった新しいスタイルも見せていく。続く4月からのフジテレビ系ドラマ『熱っぽいの!』では南野陽子と共演し、話題となる。6月リリースのシングル『FU-JI-TSU』で2作目のオリコン1位を獲得。7月、TBS系ドラマ『時間ですよたびたび』に出演。とんねるずと共演する。同月リリースのスタジオ・アルバム『静香』がオリコンアルバムチャート1位を獲得。また、初のソロ・コンサートツアー「静香　はじめの一歩」を開催。
カネボウ化粧品の秋のキャンペーンガールに起用され、CMソングとなった『MUGO・ん…色っぽい』がオリコン1位となる。50万枚以上のセールスを記録し、1988年のオリコンシングル年間ランキングでも女性アーティストではトップの6位となる大ヒット曲となった。TBS系『ザ・ベストテン』でも自身初の1位を獲得。11週連続（7→2→①→①→2→2→①→2→2→6→10）ランクインし、同年の年間ランキングでも6位に入った。おニャン子クラブ関連の曲もしくはおニャン子クラブ出身者の曲で、同番組で第1位を獲得したのは工藤ただ一人である。
10月、フジテレビ系月9枠ドラマで"君シリーズ"二作目となる『君が嘘をついた』に出演。同月、初のソロDJラジオ番組『工藤静香 YES IT'S YOU』放送開始。また、ロッテ『V.I.Pチョコレート』及び『アーモンドプラリーネ』のCFに起用される。11月リリースのベスト・アルバム『gradation』は60万枚のセールスを記録した。12月、NHK紅白歌合戦に初出場。以降、1994年まで7年連続で出場する。1988年のシングル売上枚数は105万枚と、光GENJI、南野陽子に次ぐ第3位となった。

#### 1989年（昭和64年/平成元年）
1989年、『恋一夜』『嵐の素顔』『黄砂に吹かれて』と50万枚以上の大ヒットを連発し、1989年のオリコンシングル年間ランキング上位10曲の中に3曲全てが入った。特に『黄砂に吹かれて』は、オリコン6週連続1位の記録を持っている。ヒット曲を連発し、お茶の間に人気のトップ・アイドルとなる。1989年のシングルセールスではWinkに次ぐ第2位、アーティストトータルセールスでも松任谷由実に次ぐ第2位を記録。アルバム部門でも松任谷由実、美空ひばり、久保田利伸、中森明菜に次ぐ第5位となる。聞いた瞬間に工藤と分かる独特の声質は説得力・インパクトがあり、オリコン誌のベスト・ヴォーカリスト部門でも1位となった。おニャン子クラブのイメージを払拭し独自の音楽を作り上げ、80年代後半を代表するシンガーとなった。また、当時最も活躍していた女性アイドル4人（工藤静香、中山美穂、南野陽子、浅香唯）はアイドル四天王と呼ばれていた。
別冊宝島の調査によると、1980年代のシングル総売上は年間ベスト50位以内のものに限っても254.6万枚と、当時の女性アイドルでは中森明菜、松田聖子、小泉今日子に次ぐ4位。年間ベスト50位以内ランクイン曲数は6曲と当時の女性アイドル中6位であった。『ザ・ベストテン』での1位獲得記録は14回で歴代9位。女性歌手では中森明菜、松田聖子に次ぐ第3位となっている。
1989年10月リリースのミニアルバム『カレリア』では、「愛絵理」名義で作詞をする。以降も作詞の際はこの名前を使用。「愛絵理」は両親が命名の際に第1候補として考えていた名前である。

### 1990年代
1990年1月リリースの『くちびるから媚薬』がオリコン週間チャート1位となる。同月スタートのフジテレビ系月9枠ドラマ『世界で一番君が好き!』に出演。浅野温子と共演する。三上博史とは3度目の共演となった。4月リリースのスタジオ・アルバム『rosette』及び5月リリースのシングル『千流の雫』もそれぞれオリコン1位を獲得。歌手・タレントとして若者のみならず、OLや熟年層など幅広い層から広範な支持を得た。9月リリースのシングル『私について』は当時日本中で特大ヒットしていた『おどるポンポコリン』を抑えてオリコン1位となり、シングル8作連続オリコン1位を記録した。
1991年7月リリースのとんねるずのアルバム『みのもんたの逆襲』収録「You can do it」にボーカル参加。同年10月、フジテレビ系ドラマ『なんだら まんだら』に出演。シングル『メタモルフォーゼ』が番組主題歌となる。工藤のシングル曲で連続テレビドラマのテーマソングに使用されるのは初めてのこととなった。
1992年、森田芳光監督『未来の想い出 Last Christmas』で映画初主演。
1993年1月、フジテレビ系月9枠ドラマ『あの日に帰りたい』に出演。菊池桃子と姉妹役で共演する。番組主題歌の『慟哭』は、93.9万枚と自身のシングルで最大のセールスを記録する代表曲となった。同年6月、初の日本国外での公演（台灣台北、香港 シンガポール ) 『RISE ME TOUR』を開催。台湾公演では1万人の観客が集まり、香港公演では現地マスコミが40社以上も集まり、数百人の現地ファンに囲まれる熱狂ぶりであった。
1994年3月10日、長期休暇を利用してYOSHIKIのハリウッドの邸宅に滞在していた工藤は、YOSHIKIのスタッフも交えて一緒に日本料理レストランでかなりの量のアルコールを摂取し、店から注意されるほど盛り上がった後、夜中午前1時過ぎ、同じく泥酔状態のYOSHIKIの運転するフェラーリに同乗した。ロサンゼルスのサンセット大通りをビバリーヒルズ方面に走行中、クラクションを鳴らしながら蛇行運転・煽り運転していたところを警察に停められ、YOSHIKIは飲酒運転で現行犯逮捕された。この事件が日本のマスコミに伝わったことにより、二人の交際が発覚した。
1994年3月20日に発売されたシングル「Blue Rose」ではソロデビューから全ての楽曲（本人作曲を除く）を提供していた後藤次利と離れ、セルフプロデュースを展開。作詞はほとんど本人が担当し、都志見隆、松本俊明等の作曲家が参加。
1995年、所属事務所から独立し、個人事務所「Purple.INC」を設立。
1996年、ドラマ『ゆずれない夜』に出演。主題歌の『激情』は、脚本を読んだ工藤が「これは中島みゆきさんに（曲を）作っていただきたい」と思い直々に手紙を書き依頼。中島から詞・曲共に楽曲提供を受けた初作品である。
1997年、バラエティ番組『とんねるずの生でダラダラいかせて!!』の企画として石橋貴明とユニット「Little Kiss」を結成してシングル「A.S.A.P.」を発売。音楽番組で歌唱中に実際にキスするパフォーマンスをした。
1998年、愛絵理名義で平家みちよに作詞提供。

### 結婚〜現在
2000年12月5日、当時SMAPのメンバーとして活躍していた木村拓哉と結婚。2001年5月に長女・心美（ここみ、Cocomi）、2003年2月に次女・光希（みつき、Kōki,）を出産。
2000年から2002年まで、YOSHIKIが主宰するレコード会社「エクスタシーレコード」に所属。
2004年、ラスベガスにて自身がデザイン・プロデュースする宝飾ブランド「TREASURE IIII」を発表。日本でなく海外で発表したのは、「工藤静香」の名前のみが注目されデザインが適切に評価されないことを避けるためであった。
2005年、出産と育児に重きをおいて音楽活動からは遠ざかっていたが、2月16日におよそ3年ぶりのシングル「Lotus〜生まれし花〜」を発売。これを機に、古巣であるレコード会社・ポニーキャニオンに復帰した。
2007年5月23日、「雨夜の月に」をリリース。「Lotus〜生まれし花〜」以来、久々に自身による作詞のシングル曲となった（フジテレビ系ドラマ『麗わしき鬼』主題歌にもなった）。8月31日には、ソロ・デビュー20周年を迎えた。それを記念してベストアルバム『Shizuka Kudo 20th Anniversary the Best』、10枚組DVD『Shizuka Kudo THE LIVE DVD COMPLETE BOX』（1988年 - 1999年のライヴ映像の集成）を発売し、東京と大阪でライヴを開催。本人が気に入っているにしおかすみこのモノマネや、観客のリクエストに答えて「かたつむりサンバ」の一節を披露する場面がテレビで報じられた。東京ライヴの模様のダイジェストは、シングルのカップリング曲を集めた作品集『20th Anniversary B-side collection』（2008年3月5日）の初回限定生産盤の付属DVDに収録されている。
2010年9月2日に第95回「二科展」絵画部で自身が描いた絵画『瞳の奥』が特選受賞。絵画の師として原良次に長年師事しており、絵画の才能は1990年より10年連続で「入選」を獲得、育児期間をおいて2006年より2010年まで5年連続「入選」に選ばれているが「特選」受賞は初めて。「特選」に入ると二科会（実行団体）「会友」への推薦を受けられる。
ソロ・デビュー25周年にあたる2012年には、4月21日から5月27日まで青森県立郷土館において絵画個展「あふれる感情 工藤静香展」が開催された。青森は、工藤の父が旧蟹田町（現外ヶ浜町）出身という所縁がある。同年10月、4年ぶりの新曲となる「キミがくれたもの」を発売。同曲は、絢香が初めて他の歌手に提供した作品である。同時に、廃盤となっている3作品（『ミステリアス』『静香』『JOY』）を含むポニーキャニオン発売のオリジナル・アルバム全15作品が、CD BOX『SHIZUKA KUDO ORIGINAL ALBUM COLLECTION』として発売された。また、同年11月には東京と大阪で25周年記念ライヴを開催、翌年1月に東京公演がWOWOWで放送された。
2013年、アクセサリーやオーガニック食品などを扱うネット通信販売「Mes petites choses」をオープン。
2016年、第101回二科展にて「心模様A」（F80号）、「心模様B」（F80号）の2作品が入選。今回で20回目の入選を果たし、芸能人では初めて会友推挙に選出される。
2017年、ソロ・デビュー30周年を迎える。それを記念して、秋よりおよそ数年振りとなる全国ツアーの開催・デビュー日にあたる8月31日に2005年にリリースされた『月影』以来、約12年半振りとなるオリジナル・アルバム『凛』を発売する事も決定した。
2022年、GQ Japanの企画で愛車遍歴を公開。ポルシェを3台乗り継ぎ、人生初のフェラーリ（F355）を新車で購入。こだわりの内装は特注で、パープル。

## 人物
- 血液型はB型[2]。身長は161cm[2]。
- 愛犬家として知られる。犬の気持ちを親身に考え、実際には犬からすれば迷惑行為であることを平然としている飼い主に苦言を呈することもある[79]。
- 特技は油絵と宝飾デザイン[4]。画家として二科展に1回の特選、14回の入選実績がある。二科会絵画部会友。
- アイドル時代から料理が趣味で"静香ドリンク"と呼ばれる特製スムージーを作るほどであったが、料理好きと言っても誰にも信じてもらえなかったという[80]。
- 笑った際や顔をしかめた際の独特の下がり眉に特徴があり、（時計の針の）"8時25分"などと呼ばれていた[81]。
- セブンティーンクラブやおニャン子クラブ時代の活動やエピソードなどをテレビ番組のトーク等で話題にすることもある。コンサートで「会員番号の唄」の自身のパートを歌うこともあった[82]。NHK『ふたりのビッグショー』（共演は工藤のモノマネを得意としていた森口博子）で「セーラー服を脱がさないで」の一節を振りつきで披露した事もある。おニャン子クラブ時代「くーにゃん」という愛称があったが、本人曰く「くーにゃんと呼んでほしくない」とニッポン放送のラジオ番組「関根勤のTOKYOベストヒット」で公言している。
- 中山美穂とはアイドル時代は1987年10月クールの連続ドラマ『おヒマなら来てよネ!』（フジテレビ）で共演以降親交を深め、翌1988年12月20日の火曜スーパーワイド『ミスマッチ』（テレビ朝日）での再共演や2人で雑誌のグラビアに載るなど、公私ともに仲良しぶりをアピールしていた[83][84]。
- 工藤と同じおニャン子クラブ、うしろ髪ひかれ隊のメンバーであった斉藤満喜子とは、斉藤が工藤のディナーショーに参加するなど親交が続いている[85]。
- 1988年のTBS系列ドラマ『時間ですよ たびたび』で共演して以来、とんねるずとの共演が多い。石橋貴明からは「姫」と呼ばれている。
- プロボクサー・ピューマ渡久地の熱烈なファンだった[要出典]

### 中島みゆきとの関わり
1988年にリリースしたシングル、「FU-JI-TSU」を皮切りに中島みゆきより多くの詞の提供を受け、それらからヒット作が多く生まれている。なお、中島はこれまでに40人を超える歌手に104作もの曲や詞を提供しているが、工藤への提供作品は2割強にあたる24作（最新作は2021年12月発売の配信シングルの「島より」）を占めており、最多である（これに次ぐのは研ナオコへの15作と、柏原芳恵への4作。詞・曲共に提供した数では研ナオコへの15作が最多）。
ソロデビューした当時、中島みゆきを担当していた渡辺有三ディレクター（ポニーキャニオン所属。当時中島もキャニオン所属だった）が工藤を兼任することになったことと、デビュー前に工藤が渡辺より「中島みゆきと松任谷由実と竹内まりやなら誰が一番好き?」と聞かれ、中島みゆきと答えたことから縁が出来たとされる（それ以前より中島の曲に影響されたともいわれている）。工藤自身「中島みゆきさんほど憧れる人はいない」と語っている。工藤が中島と初対面したのは20歳頃で、音楽雑誌に掲載された対談であった。工藤は、そのときの印象を「すっごく華奢な人だなって」「なんか地面から浮いているイメージ」と語っている。
デビューから工藤のバックバンドを務めていたミュージシャンは、ほとんどが中島みゆきのバックバンドを務めており、そして当時工藤の曲のほとんどを作っていた後藤次利も、中島とはかつてバックバンドだけでなく、編曲やプロデューサーとして組んでいたミュージシャン仲間の一人でもあった。
1996年11月7日に発売されたシングル「激情」より、それまで詞のみの提供だった中島が詞だけではなく、曲も提供するようになり、編曲も瀬尾一三が担当している。
2008年には、ソロデビュー20周年記念の締めくくりとして、8月に中島の曲のみをカヴァーしたアルバム『MY PRECIOUS -Shizuka sings songs of Miyuki-』と、11月に新曲シングル『NIGHT WING/雪傘』を発表した。
2015年2月に、後藤次利・中島と実に22年ぶりの楽曲制作をすることになり、中島作詞・後藤作曲の曲を収めたアルバム『My Treasure Best -中島みゆき×後藤次利コレクション-』を発表した。
2021年3月に、前述の「MY PRECIOUS」以来となる中島の楽曲カヴァーアルバム『青い炎』を発表、同年12月には前述の『NIGHT WING/雪傘』以来となる配信シングル『島より』を発表した。

## ディスコグラフィ

### シングル
|      | タイトル                        | 発売日     | 最高位 | C/W曲                     | 備考                                                                                           |
| 1    | 禁断のテレパシー                | 1987.08.31 | 1位    | 愛が痛い夜                | ソロデビュー曲                                                                                 |
| 2    | Again                           | 1987.12.02 | 3位    | If                        | マキシシングルCDでもリリース                                                                   |
| 3    | 抱いてくれたらいいのに          | 1988.03.02 | 3位    | 夜明けに見送られて        |                                                                                                |
| 4    | FU-JI-TSU                       | 1988.06.01 | 1位    | 夏がくれたミラクル        | 作詞で中島みゆき初起用                                                                         |
| 5    | MUGO・ん…色っぽい               | 1988.08.24 | 1位    | 群衆                      | カネボウ化粧品 '88秋 キャンペーン曲                                                            |
| 6    | 恋一夜                          | 1988.12.28 | 1位    | Non-Stop                  | 箱根彫刻の森美術館 イメージ曲                                                                  |
| 7    | 嵐の素顔                        | 1989.05.03 | 1位    | 永遠の防波堤              |                                                                                                |
| 8    | 黄砂に吹かれて                  | 1989.09.06 | 1位    | 秋子                      | 太陽誘電 CM曲 オリコンで6週連続1位獲得                                                         |
| 9    | くちびるから媚薬                | 1990.01.10 | 1位    | セレナーデ                |                                                                                                |
| 10   | 千流の雫                        | 1990.05.09 | 1位    | Beautiful Word            | 太陽誘電 CM曲                                                                                  |
| 11   | 私について                      | 1990.09.21 | 1位    | TEL・・ME                 | 作詞は中島みゆき                                                                               |
| 12   | ぼやぼやできない                | 1991.01.23 | 2位    | あの坂道                  |                                                                                                |
| 13   | Please                          | 1991.05.15 | 1位    | 真夏の蜃気楼              | 通算10作目のオリコン1位                                                                        |
| 14   | メタモルフォーゼ                | 1991.10.23 | 2位    | Ri・a・ru                 | CX系 『なんだらまんだら』 主題歌                                                               |
| 15   | めちゃくちゃに 泣いてしまいたい | 1992.01.29 | 4位    | 流星                      |                                                                                                |
| 16   | うらはら                        | 1992.05.21 | 5位    | 20才のシナリオ            |                                                                                                |
| 17   | 声を聴かせて                    | 1992.08.21 | 5位    | 南風!!吹く前に…           | NTV系 『教師夏休み物語』 主題歌                                                                |
| 18   | 慟哭                            | 1993.02.03 | 1位    | コール                    | CX系月9 『あの日に帰りたい』 主題歌                                                            |
| 19   | わたしはナイフ                  | 1993.06.02 | 6位    | 終幕                      |                                                                                                |
| 20   | あなたしかいないでしょ          | 1993.10.06 | 5位    | ちょっとしたGUILTY        | ここまで作曲は全て後藤次利                                                                     |
| 21   | Blue Rose                       | 1994.03.18 | 8位    | Door                      | 本人作詞のダンサブル・ナンバー                                                                 |
| 22   | Jaguar Line                     | 1994.07.21 | 8位    | naked love                |                                                                                                |
| 23   | Ice Rain                        | 1994.11.18 | 8位    | Party                     | カラオケ人気の高いバラード                                                                     |
| 24   | Moon Water                      | 1995.05.19 | 14位   | Still Water               | M-1と2は別詞・別アレンジで曲は同じ                                                             |
| 25   | 7                               | 1995.11.20 | 15位   | 8月…                      | NTV系TVおじゃマンモス ED曲                                                                     |
| 26   | 蝶                              | 1996.03.21 | 15位   | メロディ                  | たかの友梨ビューティークリニック CM曲                                                          |
| 27   | 優                              | 1996.06.05 | 26位   | ルナ -月の女神-           | M-1・映画 『極道の妻たち 危険な賭け』 主題歌 M-2・映画 『爆走!ムーンエンジェル‐北へ』 主題歌   |
| 28   | 激情                            | 1996.11.07 | 10位   | 長い髪                    | CX系ドラマ 『ゆずれない夜』 主題歌 中島みゆき作曲は本楽曲が初めて                              |
| 29   | Blue Velvet                     | 1997.05.28 | 8位    | Break                     | アニメ 『ドラゴンボールGT』 ED曲                                                               |
| 30   | カーマスートラの伝説            | 1997.11.19 | 29位   | 虹                        |                                                                                                |
| 31   | 雪・月・花                      | 1998.02.18 | 23位   | Wish                      | CX系 『金曜エンタテインメント』 テーマ曲                                                       |
| 32   | きらら                          | 1998.07.17 | 6位    | in the sky                | CX系 『神様、もう少しだけ』 挿入歌（M-1・2）                                                   |
| 33   | 一瞬                            | 1998.11.06 | 29位   | piece of a star           | EX系 『やじうまワイド』 挿入歌                                                                 |
| 34   | Blue Zone                       | 1999.04.07 | 28位   | ZIGUZAGU                  | トーヨータイヤ CM曲                                                                            |
| 35   | 深紅の花                        | 2000.11.08 | 33位   | 足下を飾る太陽・pray      | NTV系 『火曜サスペンス劇場』 テーマ曲 YOSHIKI プロデュース                                     |
| 36   | maple                           | 2002.04.24 | 35位   | 宝石箱                    | EX系ドラマ 『九龍で会いましょう』 挿入歌                                                       |
| 37   | Lotus -生まれし花-              | 2005.02.16 | 40位   | Simple                    | ダイハツ・Tanto CM曲                                                                           |
| 38   | 心のチカラ                      | 2005.04.27 | 60位   | 潤んだハート              | 映画 『映画 ふたりはプリキュア Max Heart』 ED曲 CX系 『F2』 テーマ曲                           |
| 39   | Clāvis -鍵-                     | 2006.09.06 | 67位   | Powder snow               | NTV系 『DRAMA COMPLEX』 挿入歌 8年ぶりに中島みゆきとコラボ                                     |
| 40   | 雨夜の月に                      | 2007.05.23 | 44位   | 存在                      | CX系ドラマ 『麗わしき鬼』 主題歌                                                               |
| 41   | NIGHT WING／雪傘                | 2008.11.05 | 75位   |                           | NTV系『音楽戦士 MUSIC FIGHTER』、2008年11月エンディング・テーマ                                |
| 42   | キミがくれたもの                | 2012.10.17 | 50位   | ガラスの花 バロックパール | アニメ『FAIRY TAIL』ED曲                                                                       |
| 配信 | 島より                          | 2021.12.02 | -      | -                         | NHK ラジオ深夜便のうた（21年12月〜22年1月）                                                    |
| 43   | 勇者の旗                        | 2023.08.02 | 28位   | 孤独なラプソディー        | テレビ朝日系連続ドラマ『科捜研の女 season23』                                                  |
| 配信 | 香雪蘭〜好きより愛してる〜      | 2023.10.27 | -      | -                         | スキマスイッチとのコラボ楽曲。 作曲は大橋卓弥、編曲は常田真太郎が担当 大橋はコーラスでも参加。 |
| 配信 | 丸                              | 2024.04.02 | -      | -                         | アニメ『おじゃる丸』第27シリーズED。                                                           |

### 企画シングル
|   | タイトル                           | 発売日     | 歌手名義                                             | 備考                                                                                            |
| 1 | A.S.A.P.                           | 1997.02.14 | Little Kiss （石橋貴明 & 工藤静香）                  | カメリアダイアモンド CM曲                                                                       |
| 2 | 明石家さんまさんに聞いてみないとネ | 1999.03.17 | 明石家さんま & 所ジョージ ゲスト: 工藤静香           | CX系『さんまのまんま』ED曲                                                                      |
| 3 | 心のチカラ〜MOVIE EDIT〜           | 2005.05.25 | 工藤静香 （映画 ふたりはプリキュア Max Heart主題歌） | カップリングに「潤んだハート」の代わりに五條真由美歌唱の「希望の涙 〜Tears for tomorrow〜」収録 |

### オリジナル・アルバム
|    | タイトル      | 発売日     | 最高位 |
| 1  | ミステリアス  | 1988.01.21 | 3位    |
| 2  | 静香          | 1988.07.21 | 1位    |
| 3  | JOY           | 1989.03.15 | 1位    |
| 4  | カレリア      | 1989.10.04 | 2位    |
| 5  | rosette       | 1990.04.04 | 1位    |
| 6  | mind Universe | 1991.03.06 | 1位    |
| 7  | Trinity       | 1992.03.18 | 3位    |
| 8  | Rise me       | 1993.04.01 | 3位    |
| 9  | Expose        | 1994.09.07 | 5位    |
| 10 | Purple        | 1995.08.02 | 7位    |
| 11 | doing         | 1996.05.17 | 16位   |
| 12 | DRESS         | 1997.03.19 | 18位   |
| 13 | I'm not       | 1998.04.29 | 19位   |
| 14 | Full of Love  | 1999.06.02 | 38位   |
| 15 | Jewelry Box   | 2002.07.03 | 60位   |
| 16 | 月影          | 2005.06.01 | 86位   |
| 17 | 凛            | 2017.08.30 | 21位   |
| 18 | 明鏡止水      | 2024.07.03 | 17位   |

### ベスト・アルバム
- 『ミレニアム・ベスト』は、公式ディスコグラフィに記載されているが、工藤本人の意思が反映されていない為、カウントはされていない。

|    | タイトル                                           | 発売日     | 最高位 | 備考 |
| 1  | gradation                                          | 1988.11.30 | 2位    | 1st〜5thシングルA・B面+新曲 |
| 2  | HARVEST                                            | 1989.12.06 | 2位    | 6th〜8thシングルA・B面+アルバム曲+新曲 |
| 3  | unlimited                                          | 1990.11.14 | 2位    | 1st〜11thシングルA面（新録有）+新曲 |
| 4  | intimate                                           | 1991.12.11 | 4位    | 6th〜14thシングルA面+新曲 |
| 5  | Best of Ballade "Empathy"                          | 1992.11.20 | 6位    | 新曲6曲含む初バラード集 |
| 6  | Super Best                                         | 1993.11.19 | 6位    | 既発売シングル20曲+新曲、2枚組 |
| 7  | She Best of Best                                   | 1996.12.16 | 8位    | 本人選出アルバム曲+シングル+新曲 |
| 8  | Best of Ballade カレント                           | 1998.11.18 | 9位    | 英語詞含むバラード集第2弾 |
| 9  | ミレニアム・ベスト                                 | 2000.03.15 | 25位   | 既発売シングル34曲+関連曲、3枚組 |
| 10 | Shizuka Kudo 20th Anniversary the Best             | 2007.08.29 | 25位   | ソロ20th高音質シングル集+新録、2枚組 初回盤はPVとライヴを収録したDVD付 |
| 11 | 20th Anniversary B-side collection                 | 2008.03.05 | 94位   | 高音質2枚組のB面コレクション 初回盤は20周年記念ライヴDVD付 |
| 12 | My Treasure Best -中島みゆき×後藤次利コレクション- | 2015.02.18 | 22位   | 作詞：中島みゆき、作曲：後藤次利の、既発曲17曲と完全新曲「単・純・愛 vs 本当の嘘」を収録、2枚組                                                                           |
| 13 | My Heartful Best -松井五郎コレクション-            | 2016.03.09 | 38位   | 松井五郎作詞の既発曲26曲、未発表曲「Without Your Love」（作詞︰松井五郎、作曲︰後藤次利）および完全新曲「ゆらぎの月」（作詞︰松井五郎、作曲︰松本俊明）の合計28曲を収録。 |

### CDボックス
|   | タイトル                               | 発売日     | 備考 |
| 1 | SHIZUKA KUDO ORIGINAL ALBUM COLLECTION | 2012.10.30 | ソロ・デビュー25周年記念。15枚組CDボックス。 ポニーキャニオン既刊のオリジナル・アルバム1〜14・16を、リマスタリングの上で収録。 （オリジナル・アルバムのうち15だけは、ポニーキャニオン以外の会社の発売のために除外） |
| 2 | 愛絵理コンプリートアルバム             | 2018.6.20  | ソロ・デビュー30周年記念。10枚組CDボックス。 自身がペンネームで作詞した愛絵理名義の楽曲全108曲を収めたコンピレーション集                                                                                            |

### カバー・アルバム
|   | タイトル                                            | 発売日     | 最高位 | 備考                                 |
| 1 | 昭和の階段 Vol.1                                    | 2002.10.30 | 66位   | 歌謡曲・フォークから終戦直後の曲まで |
| 2 | MY PRECIOUS -Shizuka sings songs of Miyuki-         | 2008.08.20 | 20位   | 膨大な中島みゆきライブラリから厳選   |
| 3 | Deep Breath                                         | 2019.06.12 | 38位   | 初の洋楽カバー・アルバム             |
| 4 | 青い炎                                              | 2021.03.10 | 23位   | 膨大な中島みゆきライブラリから厳選   |
| 5 | 感受 Shizuka Kudo 35th Anniversary self-cover album | 2022.07.20 | 11位   | 自身初のセルフ・カバーアルバム       |
| 5 | Love Paradox                                        | 2025.07.9  | -      | 膨大な中島みゆきライブラリから厳選   |

### トリビュート・アルバム
|   | タイトル             | 発売日     | 備考                                                                                       |
| 1 | Shizuka Kudo Tribute | 2017.12.20 | ソロ・デビュー30周年特別企画。自身初となるトリビュートミニ・アルバム。 男性声優7名が参加。 |

### 非公認作品
- 下記は工藤サイド非公認[注釈 11]。

|   | タイトル                            | 発売日     | 備考 |
| 1 | EURO 工藤静香                       | 2000.09.20 | ヒット曲をユーロビートにアレンジ                                                                          |
| 2 | MYこれ!クション 工藤静香BEST        | 2001.12.05 | ポニーキャニオン独自の廉価盤ベスト                                                                        |
| 3 | My Favorite Songs 〜Original Best〜 | 2002.10.30 | ライヴでよく歌われた曲を中心にレコード会社が選曲 「life」は本ボックスのみ収録の楽曲、通販限定のCDボックス |
| 4 | Myこれ!Lite 工藤静香                | 2010.05.19 | ポニーキャニオン独自の廉価盤ベスト                                                                        |
| 4 | 工藤静香 ベストヒット15             | 2014.03.27 | ポニーキャニオン独自の廉価盤ベスト                                                                        |

### ライヴ映像作品
|    | タイトル                                | 発売日     | 備考 |
| 1  | 工藤静香 静香はじめの一歩               | 1988.11.02 | 渋谷公会堂にて収録 |
| 2  | 静香のコンサート'89秋スペシャル         | 1990.02.21 | 東京厚生年金会館にて収録 |
| 3  | 静香のコンサート'90春                   | 1990.10.21 | NHKホールにて収録 |
| 4  | 静香のコンサート'91                     | 1991.09.21 | NHKホールにて収録 |
| 5  | 静香のコンサート'92 "声を聴かせて"      | 1992.09.18 | NHKホールにて収録 |
| 6  | 静香のコンサート'93 Rise me             | 1993.10.21 | 東京ベイNKホールにて収録 |
| 7  | 工藤静香 '94 Expose Concert tour 1994   | 1995.03.17 | 国立代々木競技場第一体育館にて収録 |
| 8  | 工藤静香 1997 DRESS CONCERT TOUR        | 1997.07.18 | NHKホールにて収録 |
| 9  | 工藤静香 I'm not Concert Tour 1998      | 1998.10.07 | NHKホールにて収録 |
| 10 | 工藤静香 Full of Love Concert Tour 1999 | 1999.09.17 | NHKホールにて収録 |
| 11 | Shizuka Kudo THE LIVE DVD COMPLETE BOX  | 2007.09.19 | 上記10種のライヴ映像をDVD化した作品集 |
| 12 | SHIBUYA-AX (07.8.31) LIVE DIGEST        | 2008.03.05 | アルバム20th Anniversary B-side collection初回限定生産盤の附録DVD。2007年8月31日に東京・SHIBUYA-AXで行われたライブ「Shizuka Kudo 20th Anniversary the Best」のダイジェスト |
| 13 | Shizuka Kudo 30th Anniversary Live “凛” | 2017.12.20 | |
| 14 | Shizuka Kudo Acoustic Live Tour 2023    | 2023.12.6  | |

### ビデオ・クリップ集
|   | タイトル      | 発売日     | 備考 |
| 1 | female        | 1992.02.05 | 「メタモルフォーゼ」「Again」「ぼやぼやできない」「Please」「めちゃくちゃに泣いてしまいたい」「千流の雫」 |
| 2 | female II     | 1993.07.21 | 「うらはら」「声を聴かせて」「慟哭」「わたしはナイフ」                                                    |
| 3 | female III    | 1994.11.18 | 「あなたしかいないでしょ」「Blue Rose」「Jaguar Line」「naked love」「夢」                                |
| 4 | female IV     | 1996.01.05 | 「Ice Rain」「Moon Water」「さぎ草」「7」                                                                 |
| 5 | female V      | 1997.06.18 | 「蝶」「優」「激情」「Blue Velvet」「Poison Kiss」                                                        |
| 6 | female VI     | 1999.02.17 | 「カーマスートラの伝説」「雪・月・花」「きらら」「一瞬」「in the sky」                                    |
| 7 | female I&II   | 2003.07.16 | femaleシリーズをDVD化                                                                                     |
| 8 | female III&IV | 2003.07.16 | femaleシリーズをDVD化                                                                                     |
| 9 | female V&VI   | 2003.08.20 | femaleシリーズをDVD化                                                                                     |

## 工藤静香の曲をカバーした主な歌手
- 片瀬那奈　（「禁断のテレパシー」）
- 千秋　　　（「抱いてくれたらいいのに」）
- 森久保祥太郎 （「抱いてくれたらいいのに」）
- 上坂すみれ（「MUGO・ん…色っぽい」）[注釈 12]
- 北村ひとみ（「MUGO・ん…色っぽい」）
- 水樹奈々　（「MUGO・ん…色っぽい」）
- 皆口裕子　（「MUGO・ん…色っぽい」）
- 姉ヶ崎寧々（「MUGO・ん…色っぽい」）
- 下野紘 （「MUGO・ん…色っぽい」）
- 後藤真希　（「恋一夜」）
- Acid Black Cherry（「恋一夜」）
- ジャネット・ケイ（「嵐の素顔」）
- 三原じゅん子　（「嵐の素顔」「くちびるから媚薬」「MUGO・ん…色っぽい」）
- 鈴村健一 （「嵐の素顔」）
- 北出菜奈　（「嵐の素顔」）
- クリス・ダヤンティ（「黄砂に吹かれて」）
- 秋本祐希　（「黄砂に吹かれて」）
- 梅原裕一郎 （「黄砂に吹かれて」）
- 華原朋美　（「千流の雫」）
- 柴咲コウ　（「めちゃくちゃに泣いてしまいたい」）
- 谷山紀章 （「めちゃくちゃに泣いてしまいたい」）
- 加藤ミリヤ（「慟哭」）
- class (音楽グループ)（「慟哭」）
- Ms.OOJA　（「慟哭」）
- 井上昌己 （「慟哭」）
- プリシラ・チャン（「Jaguar Line」）香港では「不清晰的戀愛」というタイトル）
- 安室奈美恵（「Jaguar Line」）
- 関智一 （「激情」）
- 倖田來未　（「Blue Velvet」）
- 梶裕貴 （「Blue Velvet」）
他多数

### その他
倖田來未、鈴木亜美、今井絵理子などは、オーディションの曲に工藤静香の曲を歌っている。

## 出演

### NHK紅白歌合戦出場歴
|   | 年度   | 放送回 | 曲目                           | 対戦相手          | 備考                       |
| 1 | 1988年 | 第39回 | MUGO・ん…色っぽい              | 男闘呼組          |                            |
| 2 | 1989年 | 第40回 | 恋一夜                         | 少年隊            |                            |
| 3 | 1990年 | 第41回 | くちびるから媚薬               | チェッカーズ      |                            |
| 4 | 1991年 | 第42回 | メタモルフォーゼ               | SMAP              |                            |
| 5 | 1992年 | 第43回 | めちゃくちゃに泣いてしまいたい | チェッカーズ（2） |                            |
| 6 | 1993年 | 第44回 | 慟哭                           | 藤井フミヤ        |                            |
| 7 | 1994年 | 第45回 | Blue Rose                      | X JAPAN           |                            |
| 8 | 1998年 | 第49回 | きらら                         | 前川清            |                            |
| 9 | 2022年 | 第73回 | 35周年SPメドレー               | King & Prince     | 娘のCocomiがフルート演奏。 |

### 映画
- ビッグマグナム黒岩先生（1985年）
- 未来の想い出 Last Christmas（1992年、東宝） - 金江銀子 役（清水美砂とW主演）
- 極道の妻たち 危険な賭け（1996年、東映） - 女性組長（演：岩下志麻）の娘・洲崎香織 役
  - 主題歌「優」 工藤静香
- 爆走! ムーンエンジェル 〜北へ〜（1996年、東映） - 女性トラックドライバー・葛西ルナ 役（主演）
  - 主題歌「ルナ -月の女神-」 工藤静香

### テレビドラマ
- 中卒・東大一直線 もう高校はいらない!（1984年2月3日 - 3月30日、TBS） - 生徒 役
- 女ざかり（1984年4月9日 - 7月30日、日本テレビ、月曜スター劇場）
- 歪んだ再会（1984年11月13日、日本テレビ、火曜サスペンス劇場） - 女子中学生 役
- おヒマなら来てよネ!（1987年10月22日 - 12月24日、フジテレビ） - 鈴木八重子 役
- 君の瞳をタイホする!（1988年1月4日 - 3月21日、フジテレビ） - 筒井静香 役
- あぶない少年II（1988年1月6日 - 9月28日、テレビ東京） - 工藤静香 役（初期のみ出演）
- 熱っぽいの!（1988年4月14日 - 7月7日、フジテレビ） - 森雪子 役
- 悲しみがとまらない（1988年7月1日、フジテレビ、金曜おもしろバラエティ）
- 時間ですよたびたび（1988年7月11日 - 10月3日、TBS） - 宝田さつき 役
  - 時間ですよ 新春スペシャル（1989年1月2日）
- 君が嘘をついた（1988年10月24日 - 12月19日、フジテレビ） - 丹羽加奈子 役
- ミスマッチ（1988年12月20日、テレビ朝日、火曜スーパーワイド） - 島崎亜子 役
- 叫んでも、聞こえない（1989年、日本テレビ「24時間テレビ〜愛は地球を救う〜」内のドラマ） - 喜屋武恵理 役
- 世界で一番君が好き!（1990年1月8日 - 3月19日、フジテレビ） - 杉本ちひろ 役
- 世にも奇妙な物語 冬の特別編「午前3時のノック」（1991年12月26日、フジテレビ） - 戸川美也子 役
- なんだらまんだら（1991年10月16日 - 12月18日、フジテレビ） - 東山しのぶ 役
- あの日に帰りたい（1993年1月11日 - 3月22日、フジテレビ） - 青木一夜子 役
- 五つの顔の変装刑事! 右京警部補事件ファイルE（1996年、TBS、月曜ドラマスペシャル） - 水原真木子 役
- ゆずれない夜（1996年10月15日 - 12月17日、フジテレビ） - 矢萩多衣 役
- デッサン（1997年7月2日 - 9月17日、日本テレビ、水曜ドラマ） - 青山晶子 役
- 兄弟（1999年3月10日、テレビ朝日、開局40周年記念スペシャル）
- サイコメトラーEIJI2（1999年10月16日 - 12月18日、日本テレビ） - 志摩亮子（刑事） 役
  - サイコメトラーEIJI2スペシャル（2000年9月24日）

### バラエティ
- 夕やけニャンニャン（1986年5月 - 1987年8月、フジテレビ）
- 桃色学園都市宣言!!（1987年10月 - 1988年3月、フジテレビ）
- ドリフ大爆笑（1988年、ゲスト、フジテレビ）
- FNS番組対抗!なるほど!ザ・春秋の祭典スペシャル（フジテレビ）
- 第4回オールスター激突クイズ 当たってくだけろ!（1991年1月3日、TBS）
- とんねるずの生でダラダラいかせて!!（日本テレビ、不定期出演）
- とんねるずのみなさんのおかげです（フジテレビ、ゲスト）
- 速報!歌の大辞テン（日本テレビ、不定期出演）
- スーパークイズスペシャル（日本テレビ）
- THE夜もヒッパレ（1999年4月 - 6月、日本テレビ、MC）
- music-enta（2000年10月 - 2001年3月、テレビ朝日）※産休のため降板
- 明石家さんちゃんねる（2006年11月 - 2008年9月、TBS）
- 工藤静香のFish On！in TOKYO BAY（2022年2月19日、BSフジ）

### 音楽番組
- 輝き続ける中島みゆき（2021年3月7日、BSフジ）[89]

### ラジオ
- 工藤静香 YES IT'S YOU（1988年10月 - 1992年4月、ニッポン放送）
- 工藤静香 素敵にFeel So Good（1992年4月 - 1994年4月、ニッポン放送）
- 工藤静香のミルクがお好き!（2005年2月24日、ニッポン放送、NRN系全国ネットで放送。明石家さんまとの共演）
- 工藤静香のオールナイトニッポンGOLD（2017年8月25日、ニッポン放送）

### CM
- カネボウ フィットネットアイ（1988年）
- ロッテ VIPチョコレート（1989年頃）
- 太陽誘電カセットテープ That's OW（1990年）
- 日清食品 スパ王（1995年 - 1996年）[90][91][92]
- トーヨータイヤ
- ダイハツ・タント（2003年 - ）
- サッポロビール スリムス（2005年、観月ありさとの共演）
- ヴィーナススクエア （2008年）
- 味の素 パルスイート （2009年）

### アニメーション
- それいけ!アンパンマン ルビーの願い（ルビー 役）
  - 挿入歌「とべ!とべ!ルビー 〜ルビーバージョン〜」 工藤静香
- 映画 ふたりはプリキュア Max Heart （希望の園の女王 役）[93][94]
- ヘラクレス（メグ〈メガラ〉 役）
  - 挿入歌「恋してるなんて言えない」 工藤静香
- ぽこよ POCOYO（ナレーション）

### 吹き替え
- ミケランジェロ・プロジェクト（クレール・シモーヌ 役〈ケイト・ブランシェット〉）